# Дечев, Мартин
Мартин Бориславов Дечев (болг. Мартин Бориславов Дечев; 12 апреля 1990, София — 21 декабря 2024) — болгарский футболист, игравший на позиции защитника.

## Карьера
Дечев начал свою карьеру в молодёжных рядах софийского ЦСКА. В 2009 году его получил «Локомотив Мездра». Там он дебютировал в высшей болгарской лиге. В игре против «Литекса» 8 августа 2009 года он сыграл до конца. Он вернулся в состав ЦСКА летом 2010 года. Его редко использовали в ЦСКА, и в начале 2011 года он был отдан в аренду «Лудогорцу» в группе Б на шесть месяцев.
Летом 2012 года Дечев покинул ЦСКА и перешёл в «Черно Море Варна». После того как он входил в основной состав команды в первых семи играх сезона 2012/13, в следующем сезоне о нём забыли. В начале 2013 года он присоединился к сопернику по лиге ФК «Монтана». В новом клубе ему пришлось вылететь в конце сезона. Он остался в клубе на одну лигу ниже. В начале 2014 года он перешёл в «Витошу-Бистрижу» в составе «группы Б», а с лета 2015 года имел контракт со «Славией» (София).

### Смерть
Скоропостижно скончался во время благотворительного футбольного матча 21 декабря 2024 года в возрасте 34 лет.